# 皮讷伊
皮讷伊（法語：Pineuilh，法語發音：[pinœj]）是法国吉伦特省的一个市镇，属于利布尔讷区。

## 地理
皮讷伊（44°49'52"N, 0°13'39"E）面积17.36 平方千米，位于法国新阿基坦大区吉倫特省，该省份为法国西南部沿海省份，是法國本土面积最大的省，北起滨海夏朗德省，西临大西洋，南至朗德省，东南接洛特-加龍省，东临多爾多涅省。
与皮讷伊接壤的市镇（或旧市镇、城区）包括：圣富瓦港和蓬沙、利格、拉罗基耶、圣安德烈和阿佩勒、圣阿维-圣纳泽尔、大圣富瓦、圣菲利普-迪塞尼亚勒。

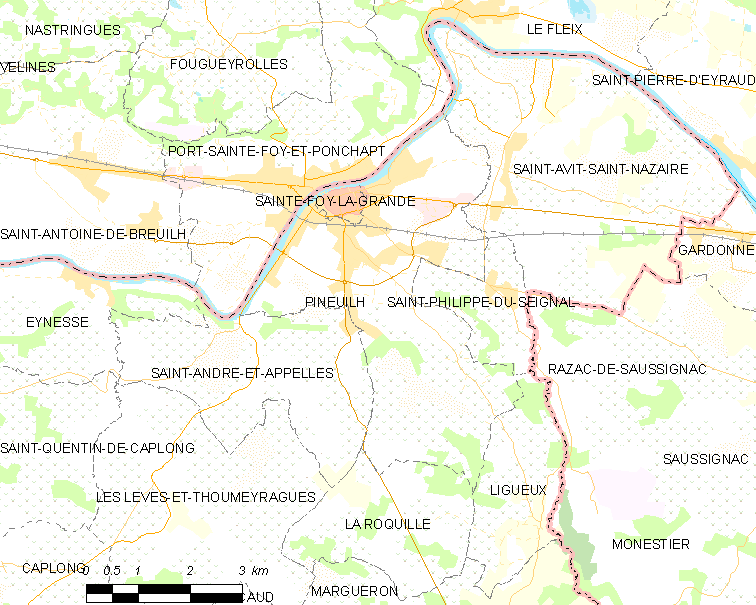
皮讷伊的OSM定位图

皮讷伊的时区为UTC+01:00、UTC+02:00（夏令时）。

## 行政
皮讷伊的邮政编码为33220，INSEE市镇编码为33324。

## 政治
皮讷伊所属的省级选区为勒雷奥莱-莱巴斯蒂德县。

## 人口

1962-2008年间皮讷伊人口变化图示

皮讷伊于2022年1月1日时的人口数量为4447人。